# Dicée à calotte olive
Dicaeum nigrilore
Espèce
Statut de conservation UICN

 LC  : Préoccupation mineure
Le Dicée à calotte olive (Dicaeum nigrilore) est une espèce de passereau placée dans la famille des Dicaeidae.

## Répartition
Il est endémique de Mindanao (Philippines).

## Habitat
Il habite les forêts humides tropicales et subtropicales en montagne.

## Sous-espèces
- Dicaeum nigrilore diuatae Salomonsen 1953
- Dicaeum nigrilore nigrilore Hartert 1904